# Jan Latten

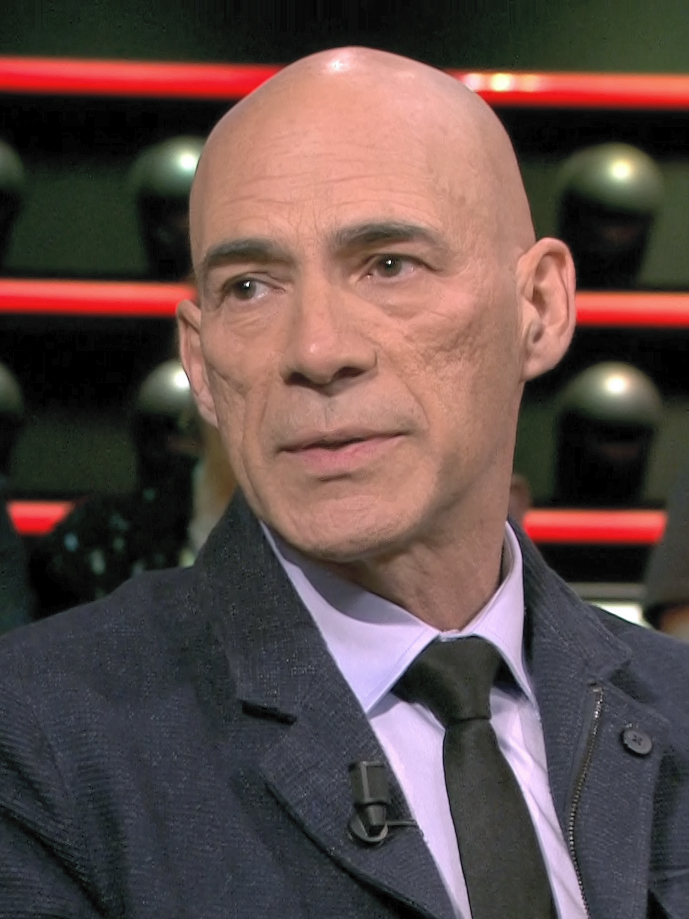
Jan Latten (2018)

Jan Joseph Latten (Eygelshoven, 5 juni 1952) is een Nederlands demograaf.

## Biografie
Latten werd geboren in Nederlands-Limburg; zijn moeder was afkomstig uit Tsjechië. In 1978 studeerde hij af in Nijmegen in de urbane en rurale sociologie, gevolgd door de afronding in 1983 van een post-doc in sociologie en kwantitatieve demografie te Tilburg. In 1981 begon hij te werken bij het Centraal Bureau voor de Statistiek. Hij had toen al gepubliceerd over demografische onderwerpen. In 1986 promoveerde hij aan de universiteit van Nijmegen op Gemeentelijke bevolkingsontwikkeling in fasen, een typologie en haar toepassing. Bij het CBS werd hij demograaf en eindigde daar zijn loopbaan in 2018 op zijn 66e verjaardag als hoofddemograaf. Hij trad veelvuldig op in de media om onderzoeken van het bureau toe te lichten. Ter gelegenheid van zijn afscheid van het CBS werd hem op 25 juni 2018 een symposium aangeboden.
Naast zijn hoofdfunctie bij het CBS werd Latten op 29 april 2004 benoemd tot bijzonder hoogleraar demografie in het bijzonder de demografische en ruimtelijke aspecten van relatie- en gezinsvorming aan de Universiteit van Amsterdam vanwege de Mr. dr. J.H. van Zanten Stichting, welk ambt hij op 1 augustus 2004 aanvaardde, en waarvoor hij op 18 november 2005 zijn inaugurele rede hield onder de titel Zwanger van segregatie: een toekomst van sociale en ruimtelijke segregatie? Zijn professoraat hield hij aan na zijn pensionering bij het CBS.
Latten werkte mee aan talloze publicaties van zijn bureau, maar werkte ook mee aan publicaties van anderen. Na zijn emeritaat maakt hij zich sterk om het onderwerp bevolkingsgroei op de politieke agenda te laten komen. ‘We denken in Nederland over van alles na, maar niet over de bevolkingsgroei’ verklaarde hij bij zijn afscheid. 'Het jaarlijkse aantal immigranten is zo groot dat de woningmarkt daardoor volledig vastloopt. Over de vraag of we dat willen als samenleving wordt niet gesproken'.